# مطار نينوي أكوينو الدولي
مطار مانيلا الدولي واسمه الرسمي مطار نينوي أكينو الدولي (بالفلبينية:  Paliparang Pandaigdig ng Ninoy Aquino‏) (إياتا: RPLL، إيكاو: MNL ) مطار دولي في مدينة مانيلا عاصمة الفلبين إحدى كبريات مدن العالم من حيث عدد السكان، افتتح رسميا سنة 1937 ويخدم مانيلا وما جاورها ويقع بالتحديد على بعد 7 أميال من مانيلا باتجاه الجنوب.

## إحالات
1. ↑  وثيقة من سلطة الطيران المدني في الفلبين. [وصلة مكسورة] نسخة محفوظة 09 مايو 2013 على موقع واي باك مشين.